# Laminární box

Nákres laboratorního laminárního boxu

Laminární box nebo také flowbox (angl.) je laboratorní zařízení, které velmi pečlivě usměrňuje laminární proud vzduchu v malém uzavřeném prostoru. Proudící vzduch je filtrován přes příslušné filtry, aby byl zbaven nežádoucích mikroorganismů a jiných kontaminantů a zajistil sterilní pracovní podmínky uvnitř boxu.
Laminární boxy se v současné době používají v celé řadě odvětví od lékařského výzkumu, kde jsou využívány převážně pro práci s citlivým biologickým materiálem, až po elektronický průmysl, kde je pro práci s malými součástkami vyžadováno bezprašné prostředí.

## Vybavení boxu

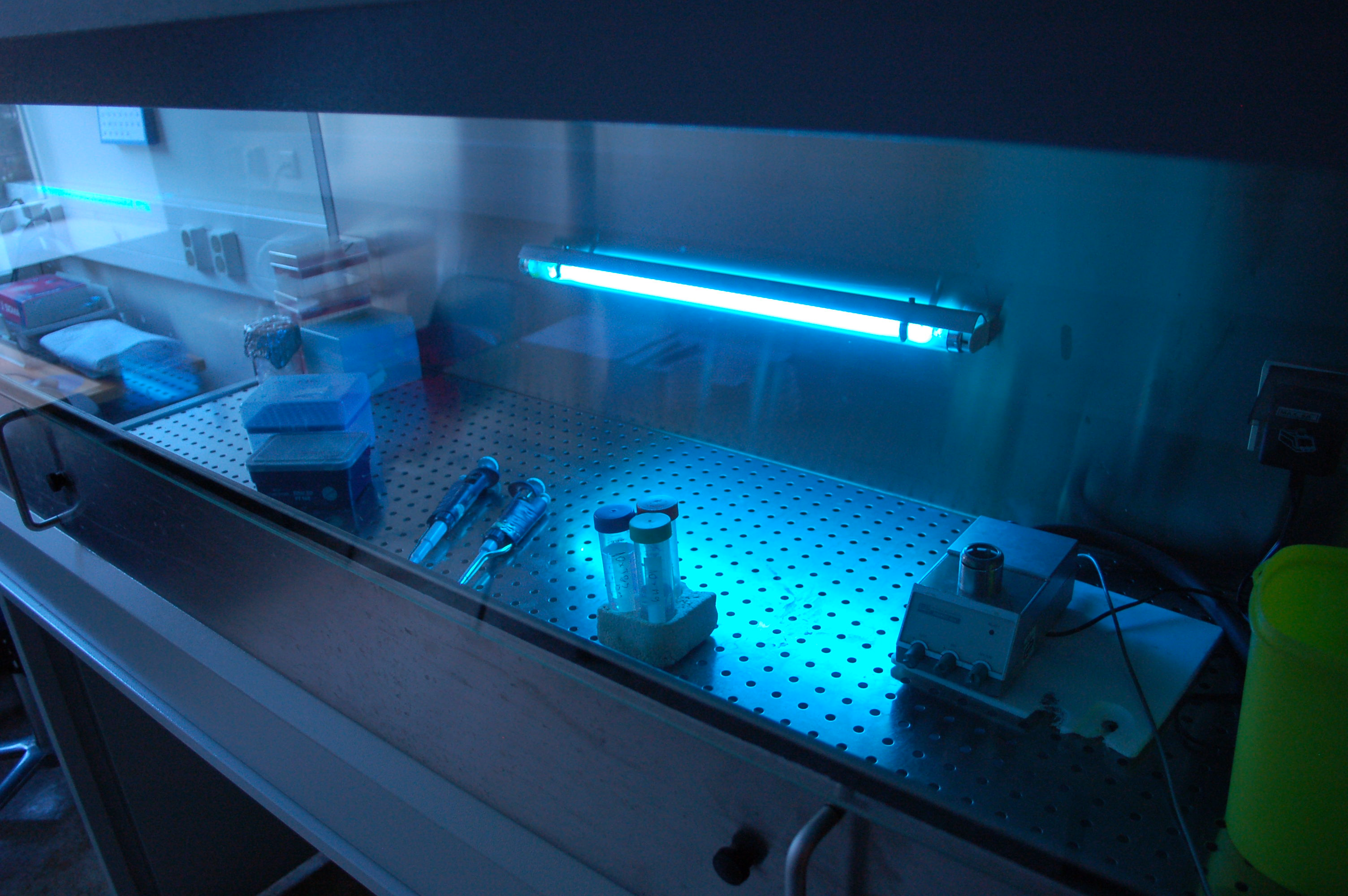
Flowbox se zapnutým UV osvětlením pro sterilizaci

Častou součástí laminárních boxů bývá germicidní lampa emitující UV-C záření, která poskytuje dodatečnou dezinfekci vzduchu a náčiní uvnitř boxu. Typicky bývá spuštěna po dobu 20 minut před započetím samotné práce v boxu.

## Typy laminárních boxů
Flowboxy s laminárním prouděním vzduchu fungují na principu kontrolovaného proudění nežádoucích částic a mikroorganismů, které by jinak kontaminovaly práci. Odstranění těchto částic zajišťuje sterilní, bezprašný pracovní prostor.
Laminární boxy rozdělujeme do dvou základních kategorií podle směrových vlastností proudění vzduchu: vertikální laminární digestoře a horizontální laminární digestoře.

#### Boxy s vertikálním prouděním
Tento typ laminárních boxů bývá tím nejpoužívanějším. Proudění vzduchu v boxu obsahuje vertikální výtlačný proud který posiluje účinek gravitační síly na částice, které jsou vtaženy přes otvory v pracovním stolu, nebo přes přední přístupový prostor. Jelikož částice podléhají newtonovskému pohybovému zákonu, usadily by se na pracovní ploše nebo na podlaze sami, ale proudění vzduchu umožňuje usazení urychlit. Rychlé usazování zajišťuje, že částice stráví méně času ve vzduchu a biologický materiál je chráněn před okolím.
V tomto typu boxu je povoleno pracovat pouze s biologickými vzorky, které nezpůsobují vážná onemocnění člověka, či zvířat, jelikož v jejich případě je pro bezpečnou manipulaci zapotřebí plně uzavřený biologicky bezpečný box. Laminární digestoře s vertikálním prouděním vzduchu jsou také ideální volbou, pokud je prostor laboratoře omezený, protože filtr je instalován nahoře, což umožňuje instalaci digestoře na standardní laboratorní pracovní stůl. Mezi další výhody patří možnost skládání sterilních produktů, snadný přístup k filtru a nízká turbulence při kontaktu vzduchu s většími nástroji.
Vertikální laminární boxy mají také některé potenciální nevýhody. Zejména umístění rukou, materiálů nebo vybavení na jiné předměty brání proudění vzduchu a vytváří turbulence, které snižují efektivitu odstraňování částic, což vede k většímu riziku kontaminace práce.

#### Boxy s horizontálním prouděním
Druhým typem laminárních boxů jsou horizontální laminární boxy, která směruje proud vzduchu z nejčistšího zdroje vzduchu, který je v zadní části digestoře, směrem ven k pracovníkovi. Na rozdíl od prvního typu boxu s vertikálním prouděním vzduchu jsou horizontální laminární boxy navrženy tak, aby chránily vzorky, ale ne pracovníka. Pracovník je umístěn za svou prací, aby byla chráněna, ale zůstává vystaven všem nečistotám, které nejsou odfiltrovány, než se dostanou ven. Z tohoto důvodu lze horizontální laminární boxy používat pouze pro biomateriály, která nezpůsobují vážná onemocnění.
Protože proud vzduchu je veden horizontálně přes pracovní plochu, nikoli přímo na ni, nedochází k turbulencím vzduchu, které se vyskytují u vertikálních laminárních boxů. Větší vzorky však mohou narušit proudění vzduchu nebo kontaminovat další vzorky. Mezi další výhody horizontálního laminárního proudění vzduchu patří snadnější přístup k práci, protože není třeba otevírat a zavírat křídlo, a případné částice zachycené rukavicemi méně kontaminují vzorek, protože se pracovník nachází za ním.
Protože je však filtrační systém umístěn v zadní části laminárního odsavače, a nikoli ve vertikální poloze, je u horizontálních systémů zapotřebí více laboratorního prostoru. Další nevýhodou horizontálních laminárních boxů je, že kvůli výměně filtru je obvykle nutné přemístit celou skříň.

## Norma NSF/ANSI 49
Pro výrobce laminárních boxů je důležitá norma NSF/ANSI 49, která definuje jaké musí mít laminární box parametry, aby byl bezpečný k použití a získal certifikaci NSF.
Norma NSF/ANSI 49 třídy II (laminární proudění) se vztahuje pouze na biologické bezpečnostní skříně třídy II, které jsou navrženy tak, aby minimalizovaly rizika spojená s prací s činidly zařazenými do úrovní biologické bezpečnosti 1, 2 nebo 3. Norma definuje testy, které musí skříň splňovat, aby získala certifikát NSF.
Norma obsahuje základní požadavky na materiály, design a konstrukci a provedení, které mají zajistit ochranu personálu, produktů a životního prostředí, spolehlivý provoz, trvanlivost, čistitelnost, kontrolu hladiny hluku a osvětlení, kontrolu vibrací a elektrickou bezpečnost.
Dále norma obsahuje podrobné zkušební postupy a informační přílohy, včetně doporučení pro instalaci, certifikační zkoušky v terénu a dekontaminační postupy.